# Алекс Лавнічак
Алекс Лавнічак (пол. Aleks Ławniczak, нар. 5 травня 1999, Познань, Польща) — польський футболіст, центральний захисник клубу «Заглемб'є» з Любіна.

## Ігрова кар'єра
Алекс Лавнічак народився у місті Познань і є вихованцем місцевого клубу «Варта». У сезоні 2019/20 футболіст дебютував в основному складі у Першій лізі. За результатами сезону «Варта» через плей-офф вийшла до Екстракласи і новий сезон Лавнічак розпочав уже у вищому дивізіоні. 23 серпня у першому турі проти «Лехії» футболіст зіграв першу гру в еліті.
У зимове трансферне вікно в січні 2022 року Лавнічак перейшов до іншого клубу Екстракласи «Заглемб'є» (Любін), з яким підписав контракт на три з половиною роки. 4 лютого 2022 року в поєдинку проти столичної «Легії» Лавінчак дебютував у новій команді.